# Pfarrkirche Sankt Johann in der Haide

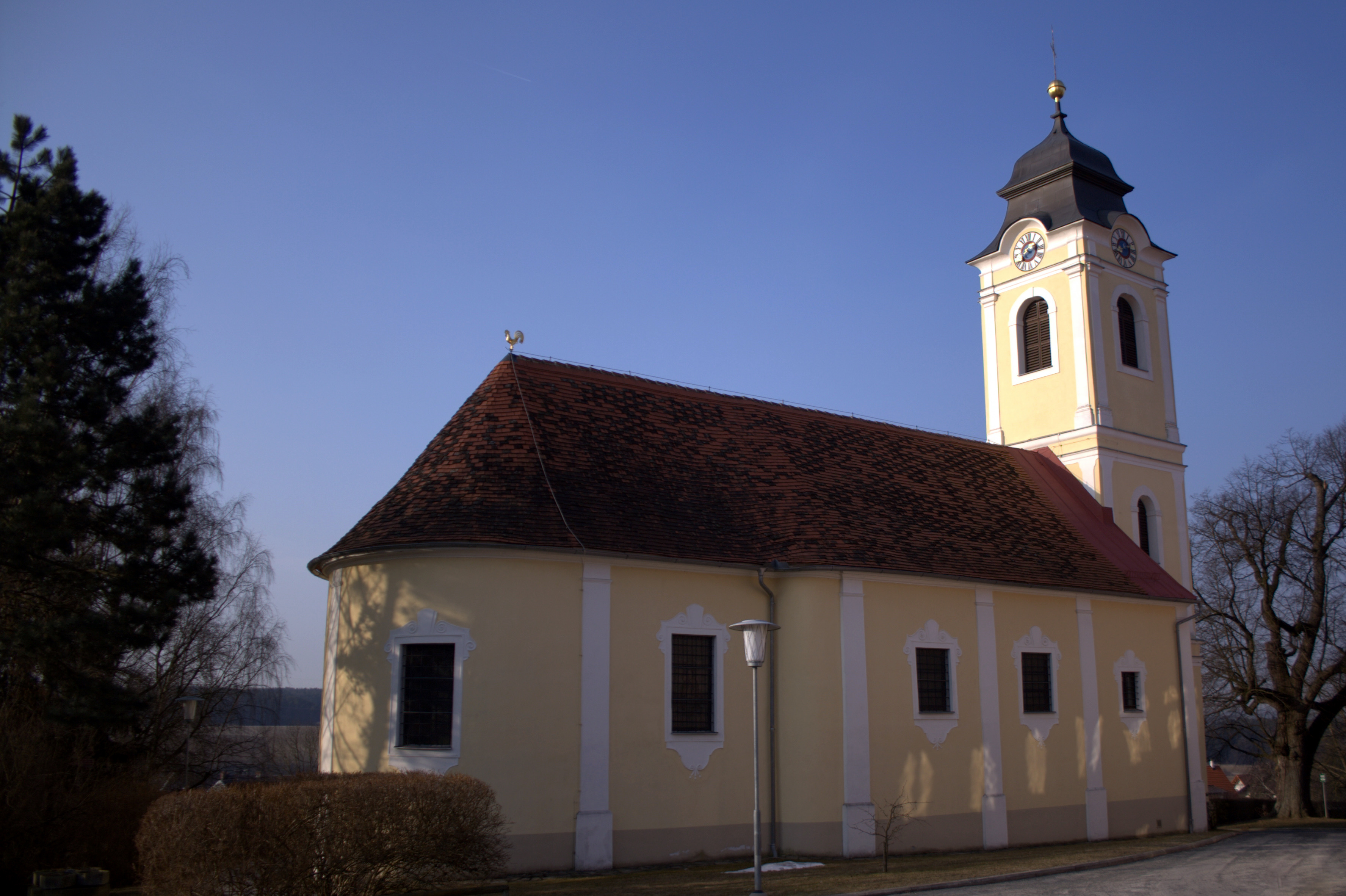
Pfarrkirche hl. Johannes der Täufer

Die römisch-katholische Pfarrkirche Sankt Johann in der Haide steht im Ort St. Johann in der Haide in der Gemeinde Sankt Johann in der Haide in der Steiermark. Die Pfarrkirche hl. Johannes der Täufer gehört zum Dekanat Hartberg in der Diözese Graz-Seckau. Die Kirche steht unter Denkmalschutz.

## Geschichte
Die Kirche wurde 1452 als Filiale der Pfarrkirche hl. Martin in Hartberg urkundlich genannt. Die heutige Kirche wurde 1775 mit dem Maurermeister Anton Pregartner erbaut. Die Kirche wurde 1784 zur Pfarrkirche erhoben. Restaurierungen waren 1950 und 1972.

## Architektur
Die Kirche hat außen und innen eine einfache Gliederung mit Lisenen. Im Westen ist der quadratische Turm vorgesetzt. Das dreijochige Langhaus hat ein Platzlgewölbe über Wandvorlagen und Gurten. Der einjochige eingezogene Chor hat einen Halbkreisschluss. Die Orgelempore ist gemauert. Die Glasfenster sind aus 1883. Außen ist ein Römerstein mit drei Reliefbüsten aus dem 3. Jahrhundert.

## Ausstattung

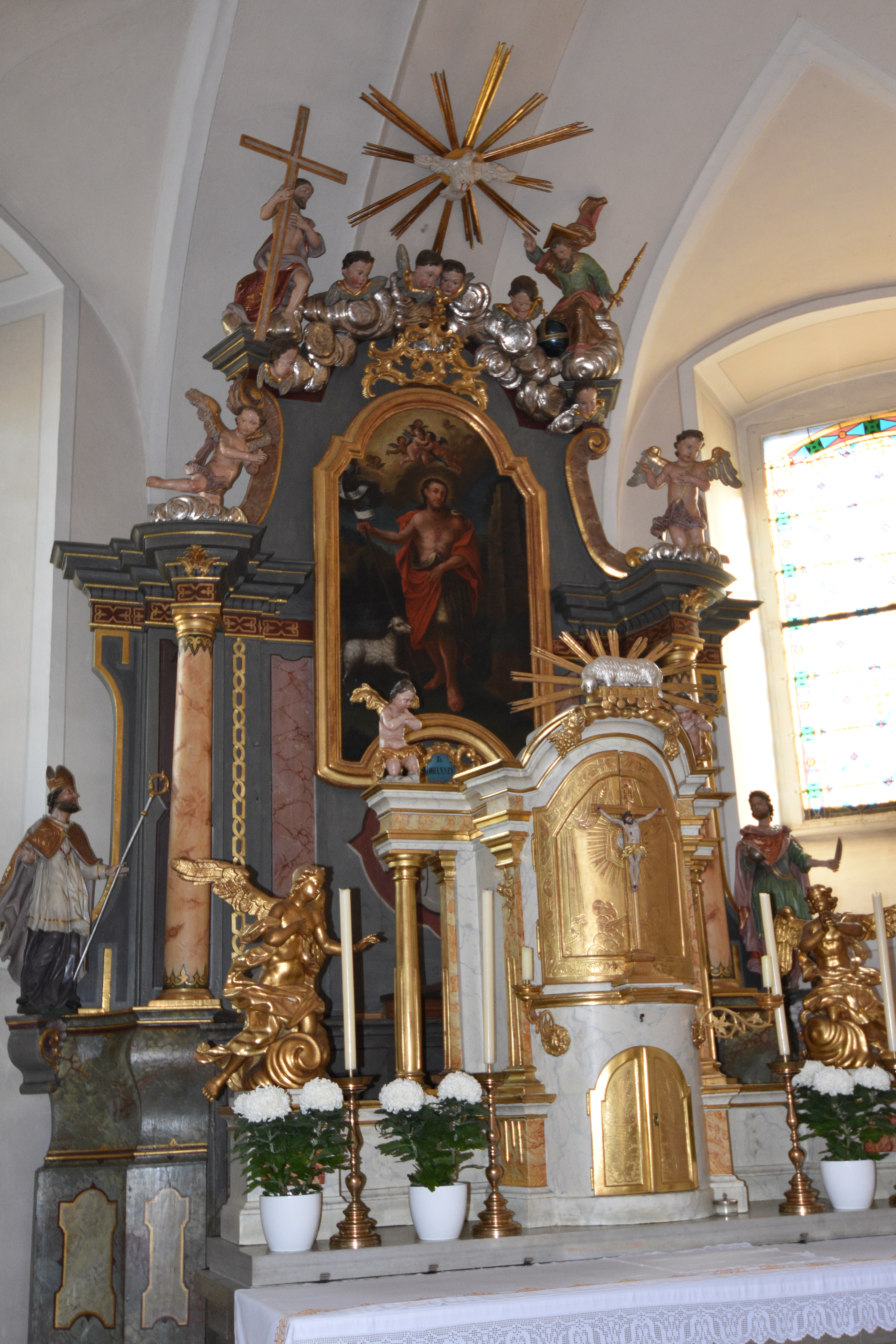
Der Altar

Die bescheidene Einrichtung ist aus dem Ende des 18. Jahrhunderts. Das Bild Anbetung der Hirten ist aus dem 18. Jahrhundert. 
Die Orgel baute Carl Schehl (1837). Eine Glocke ist aus 1846.